# La principessa sul pisello (film 1973)
La principessa sul pisello è un film del 1976 diretto da Piero Regnoli.
Il titolo del film è fuorviante: non si tratta della versione della celebre fiaba di Hans Christian Andersen, bensì è la rivisitazione, in chiave di commedia erotica, di altre due fiabe celebri, Cenerentola e Biancaneve.

## Trama
In una città immaginaria, mentre la notte sta calando, un gruppo di prostitute, in attesa dell'ora più adatta per entrare in attività, trascorre il tempo ascoltando dalla voce di una loro amica anziana la versione realistica e spregiudicata di due celebri fiabe.
La prima fiaba è la Cenerentola: niente più principe, né sorellastre, né scarpetta sfilatasi nella fuga, ma un contestatore del primo novecento, figlio di un grosso proprietario terriero, che si ritrova in una casa d'appuntamenti gestita dalle squillo, dove Cenerentola è una sguattera, e infine un paio di minuscole mutande come elemento identificatore di una misteriosa ospite notturna. Alla fine Cenerentola sposerà il giovane contestatore, che rientrerà nei ranghi della società.
La seconda fiaba è quella di Biancaneve. La figliastra del Re è più astuta e meno ingenua: ingannato il guardiacaccia, incaricato di ucciderla, Biancaneve si rifugia in casa dei nani, surclassa la Regina, giunta con propositi omicidi sotto le spoglie di una vecchina, e fugge con un principe squattrinato e con i diamanti custoditi dai nani, dopo essersi finta morta.
Quando le favole hanno termine, l'orario di lavoro delle prostitute ha inizio. Fra di loro compaiono due nuove arrivate che hanno le caratteristiche somatiche di Cenerentola e di Biancaneve, continuando il loro mito nella realtà di ogni giorno.

## Distribuzione
L'ultimo lungometraggio a soggetto diretto da Piero Regnoli ebbe grandi difficoltà: le riprese iniziarono il 10 settembre 1973, e venne iscritto al Pubblico registro cinematografico il 10 gennaio 1974, con il n. 5.662. Il 19 aprile 1974 venne presentato alla Commissione di revisione cinematografica, presieduta da Giuseppe Fracassi, con la lunghezza originaria di 2.700 metri. Il 26 aprile si richiede di eliminare la scena della mungitura della mucca, considerata troppo allusiva alla masturbazione. Ottiene il visto censura n. 64.470 del 27 aprile 1974, ma viene vietato ai minori di 14 anni a causa delle due favole narrate con adattamenti riferiti al mestiere praticato dalle due donne, nonché per le numerose scene di nudo. La lunghezza del film venne stabilita a 2.599 metri.
Il film trovò programmazione soltanto il 22 agosto 1976, a tre anni dalla realizzazione, circolando per pochissimo tempo in qualche sala. L'incasso, secondo alcune fonti di 7.000 lire, secondo i dati dell'ANICA fu di 2.454.395 lire. Dopo, la pellicola sparì dalla circolazione. Non ebbe riscontri critici e fu ignorato da quasi tutti i testi.
È stato trasmesso in prima TV a livello nazionale soltanto a cinquant'anni dalla realizzazione, il 2 maggio 2023 su Rete 4 e successivamente replicato su Cine 34.